# Clara (voornaam)
Clara is een voornaam, afgeleid van het Latijnse clarus "helder, blinkend, glanzend, schitterend, lichtje in de duisternis" (vergelijkbaar met de Germaanse naam Berta: "stralend, glanzend").
De volgende voornamen zijn van Clara afgeleid: Claar, Claartje, Clarina, Clary, Clarissa, Chiara, Klaar, Klaartje, Klara en Claire.

## Bekende naamdraagsters
- Clara van Assisi (1193/1194-1253), heilige, ordestichtster, claris
- Clara van Montefalco (1268-1308), mystica, augustines
- Clara Gambacorta (1362-1419), zalige, dominicanes
- Clara Maria van de Passie (1610-1675), karmelietes, draagster van de titel "eerbiedwaardige dienaar Gods"
- Clara Feyoena van Raesfelt-van Sytzama (1729-1807), Nederlandse dichteres
- Clara Schumann (1819-1896), Duitse componiste
- Clara Zetkin (1857-1933), Duitse politica en feministe
- Clara Stern (1877-1949) ontwikkelingspsychologe
- Clara Haskil (1895-1960), Roemeense pianiste

## Fictieve personen met de naam Clara
- Klarabella Koe (Disney)
- Klaartje Kip (Disney)

## Beroemd dier met de naam Clara
- Clara (neushoorn) (1738-1758); Europa's vijfde neushoorn